# Guardia Nacional de México
La Guardia Nacional de México es una institución de seguridad pública con carácter de policía nacional en los Estados Unidos Mexicanos. Es un órgano administrativo dependiente, desde el 30 de septiembre de 2024, de la Secretaría de la Defensa Nacional, conduciendo el desempeño de esta mediante el Comandante Operativo de la Guardia Nacional, por lo cual se constituye como integrante de las Fuerzas Armadas. Fue creada por decreto en el Diario Oficial de la Federación el 26 de marzo de 2019, como parte de la estrategia del presidente Andrés Manuel López Obrador para combatir la delincuencia organizada en el país.
El conjunto de sus atribuciones se engloban en la aplicación de los planes, programas y proyectos de la mencionada Estrategia Nacional de Seguridad Pública, que incluye entre otras cosas; generar información de inteligencia para la prevención del delito, adscribirse al mando de la Fiscalía General de la República para la investigación de delitos del orden federal; colaborar con el Poder Judicial de la Federación cuando así lo requiera, para el resguardo y protección de los elementos humanos y materiales involucrados en una investigación o proceso penal, además de la ejecución de las mandatos judiciales; ejercer como fuerza de reacción y combate ante los delitos que ocurran en sus áreas de responsabilidad; colaborar con autoridades e instituciones de seguridad pública, tanto municipal como estatal, en las acciones de combate o investigación del delito, cuando así se le solicite; colaborar con cualquiera de las Fuerzas Armadas en el cumplimiento de su funciones, cuando así lo requiera el presidente de la república.
La jurisdicción de su actuar se encuentra delimitada en las áreas, zonas y espacios en propiedad o bajo el mando del Gobierno Federal, por lo que es el cuerpo de seguridad responsable de las zonas y pasos fronterizos (en coordinación con el INM), carreteras y puentes federales, aduanas terrestres, edificios del gobierno federal, vías férreas, aeropuertos, las reservas naturales protegidas, los patrimonios culturales y naturales de la humanidad en el país, las instalaciones estratégicas hidráulicas y energéticas, las zonas terrestres en el campo y la ciudad con administración federal, y aquellos territorios que le sean asignados en el cumplimiento de su política respectiva; a los anteriores quedan excluidas las islas, cayos, arrecifes, litorales, puertos y aduanas marítimas que están bajo control de la Secretaría de Marina. En tanto que, para las zonas turísticas y el espacio aéreo, deberá coordinarse con la autoridad correspondiente.

## Historia

### Antecedentes
La Guardia Nacional fue creada en septiembre de 1846 y fue elevada a rango constitucional en 1848. Fue una evolución de las milicias ciudadanas y regulares que formaron el ejército colonial y en el momento de la independencia del septentrión en 1821, que formaron un contingente de milicia voluntaria y poco entrenada que, junto al contingente profesional y regular, conformaban el Ejército Mexicano durante el Imperio y la República.
En vísperas de las guerras más importantes que enfrentaría la nación en el siglo XIX, la milicia de la guardia nacional estuvo siempre presente en la defensa, aunque no fue exitosa a la hora de defender la nación, en sus más célebres enfrentamientos tomaron bajas desorbitadas, perdiendo en Resaca de la Palma, Monterrey, Veracruz, Cerro Gordo, etc. Sin embargo tuvieron destacada participación en la controversial batalla de La Angostura y en la reconocida Batalla de Puebla del 5 de mayo, sin embargo durante la Segunda intervención Francesa las milicias y la estructura central del ejército descendió al caos hasta volverse una organización liderada por caudillos con una obligación nominal al gobierno de Benito Juárez, esto llevó a la guardia nacional en convertirse en ejércitos prácticamente privados, leales a la patria y a su general, más que al presidente. En algún momento los éxitos del general Díaz en el occidente, los fracasos de Francia en Tabasco y Nuevo León, junto a la oportuna intervención estadounidense, llevaron a los remanentes de la guardia a ganar una victoria improbable.
El gobierno de Porfirio Díaz redujo la influencia de la guardia nacional hasta abolirla, en 1896, y decidió crear una formación militar profesional y leal al gobierno. Sin embargo, las formaciones milicianas continuaron integrando el ejército. Finalmente se desbandó la guardia con las reformas militares de Joaquín Amaro Domínguez, quien decidió crear un ejército eficiente y profesional, dichas reformas tomaron lugar en la década de 1920 y terminaron en 1935. Es considerada la primera organización ciudadana de carácter militar de México que cobró gran peso nacional.

### Creación
El 14 de noviembre de 2018, durante el proceso de transición gubernamental de Andrés Manuel López Obrador fue anunciada la intención de crear un nuevo cuerpo de seguridad llamado Guardia Nacional. Para lograrlo, se tenían que reformar diversos artículos de la Constitución Política de los Estados Unidos Mexicanos.
La Cámara de Diputados recibió la propuesta de iniciativa de dicha reforma constitucional, sin embargo, anunció modificaciones. Se efectuaron mesas abiertas, dando lugar a algunos cambios que fueron enviados como minuta al Senado.  El Senado aprobó por unanimidad el proyecto. La turnaron nuevamente a la Cámara de Diputados quienes en una mayoría absoluta la aprobaron.
Para ser aprobada como reforma constitucional, era necesaria la aprobación de al menos 17 legislaturas locales, misma que el 6 de marzo fue obtenida con la aprobación en los congresos de las entidades federativas de Sinaloa, Guerrero, Chiapas, Campeche, Tabasco, Nuevo León, Colima, Zacatecas, Hidalgo, Querétaro, Estado de México, Durango, Tlaxcala, Baja California Sur, Quintana Roo, Puebla y Tamaulipas, recibiendo la unanimidad de aprobación por las 32 entidades, el 13 de marzo.
Tras su aprobación de ambas cámaras del Congreso de la Unión, al igual que de la mayoría de las legislaturas locales, fue publicado en el Diario Oficial de la Federación el 26 de marzo de 2019 la reforma constitucional, misma que dio vida a la Guardia Nacional. 

### Conformación
Tras su creación, la Guardia Nacional en un principio fue híbrida, ya que su entrenamiento y disciplina estuvo a cargo de la Secretaría de la Defensa Nacional (SEDENA) y la Secretaría de Marina (SEMAR) y su mando en la Secretaría de Seguridad y Protección Ciudadana.
Adicional al proceso de reclutamiento civil, su conformación estuvo integrada por policías militares, navales y federales, absorbiendo dichas corporaciones.

### Despliegue
Tras su aprobación y creación oficial, su primer despliegue fue el 27 de abril de 2019 en la Zona metropolitana de Coatzacoalcos con 1, 069 elementos de la Policía Federal, Marina y Ejército que estarían en transición a la nueva corporación junto a 400 policías estatales, esto después de una serie de enfrentamientos y una masacre durante una fiesta.
Pero a nivel nacional, de forma simultánea y coordinada, el 2 de julio más de 58 602 elementos en 150 de las 266 coordinaciones regionales definidas en el Plan Nacional de Paz y Seguridad 2018-2024 iniciaron el despliegue nacional, principalmente en ciudades con alta incidencia delictiva como Ciudad Juárez, Tijuana y León. También que se inauguró su primer cuartel oficial en la Alcaldía Venustiano Carranza en la Ciudad de México y se empezó la construcción de 81 nuevos cuarteles para la Guardia Nacional. 
La gran mayoría de los elementos desplegados eran pertenecientes a la Policía Federal, Armada y principalmente del Ejército Mexicano, a los elementos desplegados debido a que no contaban aun con uniforme oficial, solo se les identificaba por tener un parche en el hombro con las siglas "GN" y el escudo de la Guardia.

## Facultades de la Guardia Nacional
Las responsabilidades, obligaciones y facultades de la Guardia Nacional están normadas por el artículo 9 de su ley respectiva:

- I. Prevenir la comisión de delitos y las faltas administrativas que determine la legislación aplicable;
- II. Salvaguardar la integridad de las personas y de su patrimonio; garantizar, mantener y restablecer el orden y la paz social, así como prevenir la comisión de delitos en:
  - a) Las zonas fronterizas y en la tierra firme de los litorales, la parte perteneciente al país de los pasos y puentes limítrofes, aduanas, recintos fiscales, con excepción de los marítimos, secciones aduaneras, garitas, puntos de revisión aduaneros, los centros de supervisión y control migratorio, las carreteras federales, las vías férreas, los aeropuertos, el espacio aéreo y los medios de transporte que operen en las vías generales de comunicación, así como sus servicios auxiliares;
  - b) La Guardia Nacional actuará en aduanas, recintos fiscales, secciones aduaneras, garitas o puntos de revisión aduaneros, en auxilio y coordinación con las autoridades responsables en materia fiscal, naval o de migración, en los términos de la presente Ley y las demás disposiciones aplicables;
  - c) Los parques nacionales, las instalaciones hidráulicas y vasos de las presas, los embalses de los lagos y los cauces de los ríos;
  - d) Los espacios urbanos considerados como zonas federales, así como en los inmuebles, instalaciones y servicios de las dependencias y entidades de la Federación;
  - e) Todos aquellos lugares, zonas o espacios del territorio nacional sujetos a la jurisdicción federal, así como las instalaciones estratégicas, y
  - f) En todo el territorio nacional, en el ámbito de su competencia; en las zonas turísticas deberán establecerse protocolos especializados para su actuación;

- III. Realizar investigación e inteligencia para la prevención de los delitos, en coordinación con el Consejo Nacional de Inteligencia en Seguridad Pública;
- IV. Efectuar tareas de verificación, en el ámbito de su competencia, para la prevención de infracciones administrativas, en apego a la normativa aplicable y respeto a los derechos humanos;
- V. Recabar información en lugares públicos para evitar el fenómeno delictivo, mediante la utilización de medios e instrumentos y cualquier herramienta que resulten necesarios para la generación de inteligencia preventiva. En el ejercicio de esta atribución se deberá respetar el derecho a la vida privada y los derechos humanos de las personas. Los datos obtenidos con afectación a los derechos humanos carecerán de todo valor probatorio;
- VI. Llevar a cabo operaciones encubiertas y de usuarios simulados para la investigación preventiva del delito; asimismo, realizar bajo el mando y conducción del Ministerio Público, la investigación que resulte de esas operaciones en términos de las disposiciones aplicables;
- VII. Realizar análisis técnico, táctico o estratégico de la información obtenida para la generación de inteligencia;
- VIII. Realizar, bajo la conducción y mando del Ministerio Público, las investigaciones de los delitos cometidos, así como las actuaciones que les instruya aquel o la autoridad jurisdiccional Federal, conforme a las normas aplicables;
- IX. Informar a la persona, al momento de su detención, sobre los derechos que en su favor establece la Constitución Política de los Estados Unidos Mexicanos;
- X. Poner a disposición de las autoridades competentes, sin demora, a personas y bienes en los casos en que, por motivo de sus funciones, practique alguna detención o lleve a cabo algún aseguramiento de bienes, observando en todo momento el cumplimiento de los plazos establecidos en las disposiciones constitucionales y legales que resulten aplicables;
- XI. Recibir las denuncias sobre hechos que puedan ser constitutivos de delitos, en términos de lo dispuesto en el Código Nacional de Procedimientos Penales y las demás disposiciones aplicables;
- XII. Verificar la información que reciba sobre hechos que puedan ser constitutivos de delito y, en su caso, hacerla del conocimiento del Ministerio Público;
- XIII. Realizar la detención de personas y el aseguramiento de bienes relacionados con hechos delictivos;
- XIV. Efectuar las detenciones conforme a lo dispuesto en el artículo 16 de la Constitución Política de los Estados Unidos Mexicanos y el Código Nacional de Procedimientos Penales;
- XV. Realizar el registro inmediato de la detención de las personas, en los términos señalados en la ley de la materia;
- XVI. Preservar el lugar de los hechos o del hallazgo, la integridad de los indicios, huellas o vestigios, así como los instrumentos, objetos o productos del delito, dando aviso de inmediato al Ministerio Público. Al efecto, la Guardia Nacional contará con unidades facultadas para el procesamiento del lugar de los hechos, de conformidad con el Código Nacional de Procedimientos Penales y los protocolos correspondientes;
- XVII. Recolectar y resguardar objetos relacionados con la investigación de los delitos, hasta su presentación inmediata ante el Ministerio Público correspondiente;
- XVIII. Requerir, en coordinación con el Ministerio Público, a las autoridades competentes y solicitar a las personas físicas o morales informes y documentos para fines de investigación; a la información que se recabe se le dará el tratamiento establecido en la Ley General de Transparencia y Acceso a la Información Pública, la Ley General de Protección de Datos Personales en Posesión de Sujetos Obligados y la Ley Federal de Protección de Datos Personales en Posesión de los Particulares, según corresponda;
- XIX. Realizar los registros de los actos de investigación que lleve a cabo, conforme al Código Nacional de Procedimientos Penales;
- XX. Emitir los informes, partes policiales y demás documentos relativos a sus investigaciones y, en su caso, remitirlos al Ministerio Público;
- XXI. Proporcionar atención a víctimas, para tal efecto deberá: 
  - a) Prestar protección y auxilio inmediato, de conformidad con las disposiciones legales aplicables;
  - b) Procurar que reciban atención médica o psicológica;
  - c) Adoptar las medidas que se consideren necesarias tendientes a evitar que se ponga en riesgo su integridad física o psicológica, en el ámbito de su competencia;
  - d) Preservar los indicios y elementos de prueba que la víctima o persona ofendida aporten en el momento de la intervención policial y ponerlas a disposición del Ministerio Público encargado del asunto, observando la cadena de custodia, para que éste acuerde lo conducente, y
  - e) Asegurar que puedan llevar a cabo la identificación del indiciado sin riesgo para ellos;

- XXII. Dar cumplimiento a las órdenes de aprehensión y demás mandatos ministeriales y jurisdiccionales que le sean encomendados con motivo de sus funciones;
- XXIII. Entrevistar a las personas que puedan aportar algún dato o elemento para la investigación en caso de flagrancia o por mandato del Ministerio Público, con respeto a los derechos humanos de la persona y en términos de las disposiciones aplicables. De las entrevistas que se practiquen se dejará constancia;
- XXIV. Incorporar a las Bases de Datos del Sistema Nacional de Información en Seguridad Pública la información que pueda ser útil en la investigación de los delitos y utilizar su contenido para el desempeño de sus atribuciones, sin afectar el derecho de las personas a la protección de sus datos personales;
- XXV. Colaborar con otras autoridades federales en funciones de vigilancia, verificación e inspección que tengan conferidas por disposición de otras leyes. La Guardia Nacional podrá participar, en coordinación con las autoridades ambientales competentes, en la protección de los recursos naturales, así como en la prevención, investigación y combate de delitos ambientales que representen un riesgo para la seguridad pública, incluyendo la tala ilegal, el tráfico de especies y la degradación o contaminación de ecosistemas. Su actuación deberá regirse por los principios de respeto a los derechos humanos, protección ambiental y colaboración interinstitucional;
- XXVI. Solicitar por escrito y bajo el mando y conducción del Ministerio Público, en los términos del artículo 16 Constitucional, a los concesionarios, permisionarios, operadoras telefónicas y todas aquellas comercializadoras de servicios en materia de telecomunicaciones o de sistemas de comunicación vía satélite, la información con que cuenten, así como la georreferenciación de los equipos de comunicación móvil en tiempo real, para el cumplimiento de sus fines de prevención de los delitos; previa autorización fundada y motivada de la autoridad judicial, realizar intervención de comunicaciones privadas, siempre y cuando se tengan elementos que hagan presumir la existencia de un ilícito. La autoridad judicial competente deberá resolver las solicitudes en un plazo no mayor de doce horas a partir de su presentación;
- XXVII. Colaborar, cuando sea formalmente requerida, de conformidad con los ordenamientos constitucionales, legales y convenios aplicables, con las autoridades locales y municipales competentes, en la protección de la integridad física de las personas y en la preservación de sus bienes, en situaciones de peligro, cuando se vean amenazadas por situaciones que impliquen violencia o riesgo inminente; prevenir la comisión de delitos, así como garantizar, mantener y restablecer la paz y el orden públicos;
- XXVIII. Participar con otras autoridades federales, locales o municipales en operativos conjuntos que se lleven a cabo conforme a lo dispuesto en la legislación relativa al Sistema Nacional de Seguridad Pública;
- XXIX. Obtener, analizar y procesar información, de conformidad con los lineamientos que para tal efecto emita el Sistema Nacional de Seguridad Pública, así como realizar las acciones que, conforme a las disposiciones aplicables, resulten necesarias para la prevención de delitos, sea directamente o mediante los mecanismos de coordinación previstos en otras leyes federales;
- XXX. Vigilar e inspeccionar, para fines de seguridad pública, la zona terrestre de las vías generales de comunicación y los medios de transporte que operen en ellas;
- XXXI. Determinar las infracciones e imponer las sanciones por violaciones a las disposiciones legales y reglamentarias relativas al tránsito en los caminos y puentes federales, así como a la operación de los servicios de autotransporte federal, sus servicios auxiliares y transporte privado cuando circulen en la zona terrestre de las vías generales de comunicación;
- XXXII. Ejercer, para fines de seguridad pública, la vigilancia e inspección sobre la entrada y salida de mercancías y personas en los aeropuertos, aduanas, recintos fiscales, secciones aduaneras, garitas y puntos de revisión aduaneros; así como para los mismos fines sobre el manejo, transporte o tenencia de mercancías en cualquier parte del territorio nacional;
- XXXIII. Colaborar, a solicitud de las autoridades competentes, con los servicios de protección civil en casos de calamidades, situaciones de alto riesgo o desastres por causas naturales;
- XXXIV. Realizar, en coordinación con el Instituto Nacional de Migración, la inspección de los documentos migratorios de personas extranjeras, a fin de verificar su estancia regular, con excepción de las instalaciones destinadas al tránsito internacional de personas y, en su caso, proceder a presentar a quienes se encuentren en situación irregular para los efectos previstos en la ley de la materia;
- XXXV. Apoyar el aseguramiento que realice el Instituto Nacional de Migración y a petición del mismo, resguardar las estaciones migratorias y a los extranjeros que en ellas se encuentren;
- XXXVI. Estudiar, planificar y ejecutar los métodos y técnicas de combate a la delincuencia, de conformidad con lo dispuesto en la Estrategia Nacional de Seguridad Pública;
- XXXVII. Realizar acciones de vigilancia, identificación, monitoreo y rastreo en la red pública de Internet sobre sitios web, con el fin de prevenir conductas delictivas;
- XXXVIII. Desarrollar, mantener y supervisar fuentes de información en la sociedad que le permitan obtener datos sobre actividades relacionadas con fenómenos delictivos;
- XXXIX. Integrar al Sistema Nacional de Información en Seguridad Pública los datos que se recaben para identificar a las personas transgresoras de la ley;
- XL. Suscribir convenios o instrumentos jurídicos con otras instituciones policiales de los tres órdenes de gobierno y organizaciones no gubernamentales para el desempeño de sus atribuciones, en el marco de la ley;
- XLI. Colaborar y prestar auxilio a las policías de otros países, en el ámbito de su competencia;
- XLII. Ejecutar las previsiones que, por motivos de seguridad o de policía, se dicten con base en el párrafo primero del artículo 131 de la Constitución Política de los Estados Unidos Mexicanos, en materia de circulación de bienes en el territorio de la República;
- XLIII. Promover el desarrollo tecnológico, para el cumplimiento de sus funciones en la investigación preventiva del delito, con la finalidad de preservar la paz social y mantener la seguridad pública, y
- XLIV. Las demás que le confieran ésta y otras leyes.

## Organización

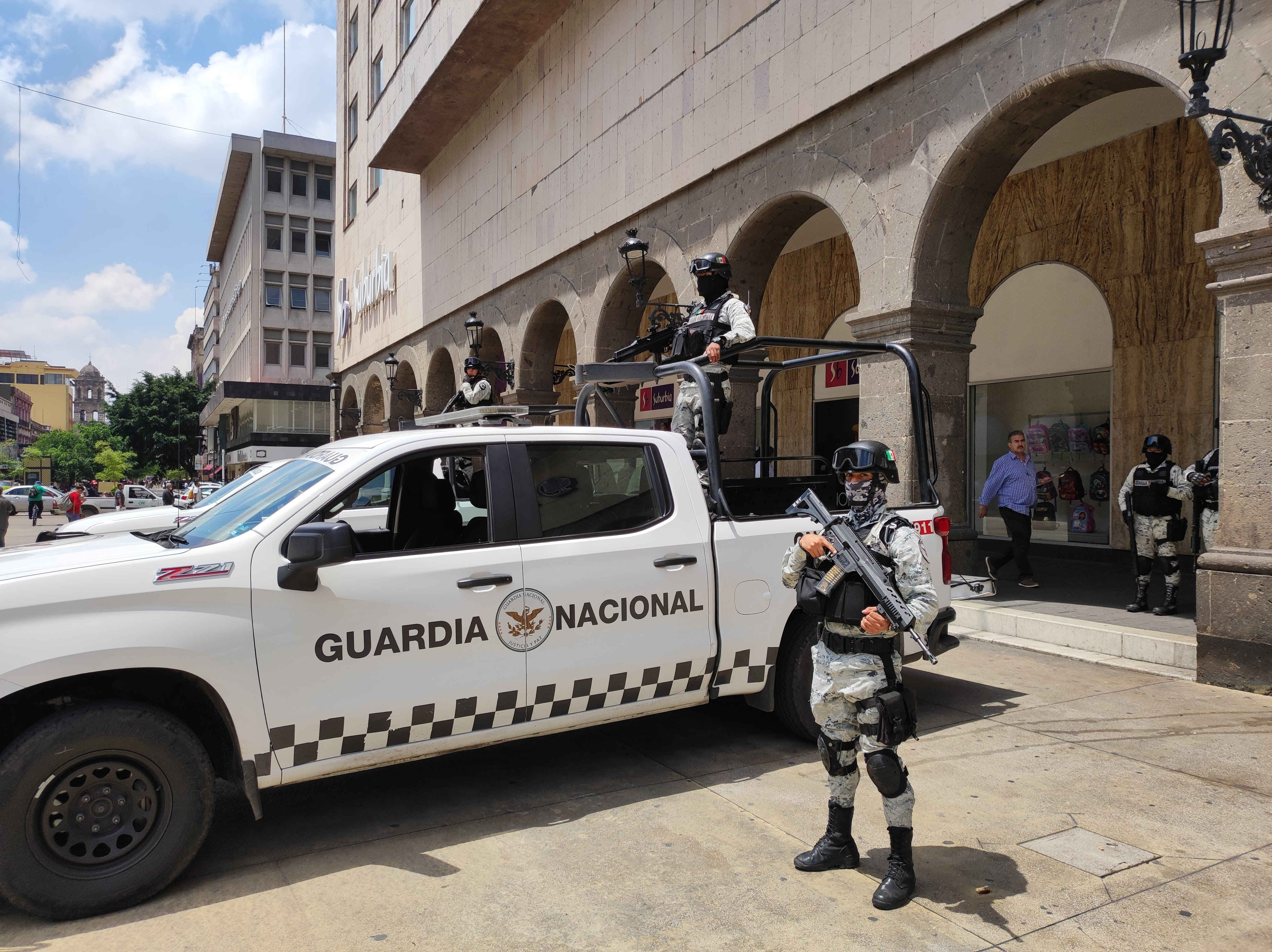
Agentes de la Guardia Nacional en la ciudad de Guadalajara.

La estructura, integración y organización de los componentes humanos e institucionales de la Guardia Nacional están descritos en el título II de la Ley respectiva y en el Manual de Organización General.

### Estructura Orgánica

#### Niveles de mando
- General Secretario
- Comandante
- Coordinador territorial
- Coordinador estatal
- Coordinador de Unidad
- Unidades circunstanciales

#### Composición
- Comandancia.
- Jefatura General de Coordinación Policial.
- Coordinaciones Territoriales y Estatales.
- Unidades (pueden ser, en orden jerárquico: batallón, compañía, sección, pelotón, y escuadra).
- Jefaturas de Coordinación Policial.
- Coordinación de administración y finanzas.
  - Dirección General de Recursos humanos.
  - Dirección General de Recursos materiales.
  - Dirección General de Recursos financieros.
  - Dirección General de Estudios y proyectos.
  - Dirección General de Tecnologías de información y comunicaciones.
  - Dirección General de Control de armamento y licencia oficial colectiva.
- Unidad de Órganos Especializados por Competencia.
  - Dirección General de Inteligencia.
  - Dirección General de Investigación.
  - Dirección General de Seguridad en Carreteras e Instalaciones.
  - Dirección General Científica.
  - Dirección General Antidrogas.
  - Dirección General de Transportes Aéreos.
  - Dirección General de Seguridad Procesal.
  - Dirección General de Servicios Especiales.
- Unidad para la Protección de los Derechos Humanos, Disciplina y Desarrollo Profesional:
  - Dirección General de Derechos Humanos y Vinculación Ciudadana.
  - Dirección General de Consejos Superiores.
  - Dirección General de Desarrollo Profesional.
- Unidad de Asuntos Internos.
  - Dirección General de Investigación Interna.
  - Dirección General de Vigilancia y Supervisión Interna.
  - Dirección General de Responsabilidades en Asuntos Internos.
- Unidad de Asuntos Jurídicos y Transparencia.
  - Dirección General de Atención a Requerimientos Ministeriales y Judiciales.
  - Dirección General de Amparos y Contencioso.
  - Dirección General Consultiva y Control Regional.
  - Dirección General de Defensoría.
  - Dirección General de Normatividad, Convenios y Contratos.

### Jerarquía
Los artículos 29 y 30 de la Ley de la Guardia Nacional establecen la escala jerárquica con la que se ejercitará el mando dentro de la Guardia Nacional:
| País                     | Comisarios      | Comisarios      | Comisarios     | Comisarios     | Comisarios     | Comisarios | Comisarios | Comisarios | Comisarios      | Inspectores     | Inspectores     | Inspectores    | Inspectores    | Inspectores    | Inspectores | Inspectores | Inspectores | Inspectores       | Oficiales         | Oficiales         | Oficiales        | Oficiales        | Oficiales        | Oficiales | Oficiales | Oficiales | Oficiales  | Oficiales  | Oficiales  | Oficiales    | Escala Básica | Escala Básica | Escala Básica | Escala Básica | Escala Básica | Escala Básica | Escala Básica | Escala Básica | Escala Básica  | Escala Básica  | Escala Básica  | Escala Básica |
| ------------------------ | --------------- | --------------- | -------------- | -------------- | -------------- | ---------- | ---------- | ---------- | --------------- | --------------- | --------------- | -------------- | -------------- | -------------- | ----------- | ----------- | ----------- | ----------------- | ----------------- | ----------------- | ---------------- | ---------------- | ---------------- | --------- | --------- | --------- | ---------- | ---------- | ---------- | ------------ | ------------- | ------------- | ------------- | ------------- | ------------- | ------------- | ------------- | ------------- | -------------- | -------------- | -------------- | ------------- |
| Estados Unidos Mexicanos |                 |                 |                |                |                |            |            |            |                 |                 |                 |                |                |                |             |             |             |                   |                   |                   |                  |                  |                  |           |           |           |            |            |            |              |               |               |               |               |               |               |               |               |                |                |                |               |
| Comisario Gral.          | Comisario Gral. | Comisario Gral. | Comisario Jefe | Comisario Jefe | Comisario Jefe | Comisario  | Comisario  | Comisario  | Inspector Gral. | Inspector Gral. | Inspector Gral. | Inspector Jefe | Inspector Jefe | Inspector Jefe | Inspector   | Inspector   | Inspector   | 1.er Subinspector | 1.er Subinspector | 1.er Subinspector | 2.º Subinspector | 2.º Subinspector | 2.º Subinspector | Oficial   | Oficial   | Oficial   | Suboficial | Suboficial | Suboficial | Agente Mayor | Agente Mayor  | Agente Mayor  | Agente        | Agente        | Agente        | Subagente     | Subagente     | Subagente     | Guardanacional | Guardanacional | Guardanacional |               |

### Aeronaves
Las aeronaves de la Guardia Nacional son, en su mayoría, provenientes de la Policía Federal, que utilizó cuando se encontraba activa, además algunas aeronaves del Ejército y Fuerza Aérea Mexicanos fueron reasignadas a esta institución. [cita requerida]
| Fabricante                     | Nombre                        | Versión               | Tipo                         | En Servicio           | Origen                | Notas                 | Imagen                |
| Aviones de transporte          | Aviones de transporte         | Aviones de transporte | Aviones de transporte        | Aviones de transporte | Aviones de transporte | Aviones de transporte | Aviones de transporte |
| ------------------------------ | ----------------------------- | --------------------- | ---------------------------- | --------------------- | --------------------- | --------------------- | --------------------- |
| CASA                           | CASA CN-235                   | CN-235-400            | Transporte                   | 2                     | España                |                       |                       |
| Boeing                         | Boeing 727                    | B-727-200             | Transporte                   | 3                     | Estados Unidos        |                       |                       |
| Vehículos aéreos no tripulados |                               |                       |                              |                       |                       |                       |                       |
| Hydra Technologies             | Hydra Technologies S4 Ehécatl | S4B                   | Observación y reconocimiento | 12                    | México                |                       |                       |
| Elbit Systems                  | Elbit Hermes 450              | H-450                 | Observación y reconocimiento | 4                     | Israel                | 10                    |                       |
| Helicópteros                   |                               |                       |                              |                       |                       |                       |                       |
| Sikorsky                       | UH-60 Black Hawk              | UH-60M/L              | Transporte y reconocimiento  | 13                    | Estados Unidos        |                       |                       |
| Mil                            | Mil Mi-17                     | Mi-171-V              | Transporte y reconocimiento  | 4                     | Rusia                 |                       |                       |
| Eurocopter                     | Eurocopter AS350 Écureuil     | AS350L1               | Transporte y reconocimiento  | 10                    | Unión Europea         |                       |                       |
| Eurocopter                     | Eurocopter EC120 Colibri      | EC120                 | Transporte y reconocimiento  | 3                     | Unión Europea         |                       |                       |
| Bell Helicopter                | Bell 206                      | B-206L                | Transporte y reconocimiento  | 5                     | Estados Unidos        |                       |                       |